# Red Rose Speedway
Red Rose Speedway (с англ. — «Автострада Красной Розы») — второй альбом Пола Маккартни и созданной им группы Wings (является четвёртым в дискографии Пола Маккартни вне и после его участия в группе The Beatles), выпущен в 1973 году лейблом Apple Records после относительного коммерческого неуспеха дебютного альбома Wings Wild Life (возможно, одной из причин этого неуспеха было то, что авторами-исполнителями альбома была ещё малоизвестная группа Wings без упоминания — в названии группы — того, что это группа Маккартни). Альбом достиг 1-й позиции в чарте Billboard Top LPs & Tape.

## История альбома
В начале 1972 года Маккартни решил расширить состав Wings до пяти человек, добавив ещё одного гитариста, и начать гастролировать с группой. Группа провела несколько месяцев в гастрольной поездке по Европе, начав с тура по британским университетам и продолжив летом выступлениями на больших европейских концертных площадках — где Пол и его жена Линда Маккартни столкнулись с первыми из нескольких арестов за употребление марихуаны в течение последующих лет. Оба тура перемежались с длинной чередой студийных сессий звукозаписи материала для альбома Red Rose Speedway, которые начались в марте 1972 года в Лос-Анджелесе и завершились в октябре 1972 года в Лондоне, на студии Olympic Studios.
Поняв, что альбом не удастся выпустить в 1972 году — первый год в профессиональной карьере Маккартни, когда ему не удалось сделать это, — Wings поставили целью выпустить три сингла: «Give Ireland Back to the Irish», песня, трансляцию которой по BBC запретили по политическим мотивам (из-за напряженной обстановки в Северной Ирландии); обновлённый вариант исполнения детского стишка «Mary Had a Little Lamb»; и «Hi, Hi, Hi», песня, которая тоже была запрещена на BBC из-за упоминаний наркотиков (Маккартни поясняет это в комментарии в видео на DVD McCartney Years); на последнем сингле на стороне «Б» была расположена песня «C Moon». В соответствии с практикой ранних The Beatles, ни одна из этих песен не вошла в альбом. Впоследствии Маккартни причислял выпуск синглом такой песни, как «Mary Had a Little Lamb», к собственным неординарным решениям.
Изначально планировалось выпустить Red Rose Speedway как двойной альбом, и Маккартни решил включить в него несколько не изданных песен, записанных при подготовке альбома Ram ещё до создания Wings. Две из этих песен, «Get On the Right Thing» и «Little Lamb Dragonfly», в конце концов вошли в окончательную версию альбома, выпуск которого задержался ещё на полгода от планируемого срока издания. К альбому прилагался 12-страничный буклет, сшитый как фотоальбом, с фотографиями из выступлений Wings во время гастролей. Дизайн обложки альбома выполнил шотландский скульптор и художник Эдуардо Паолоцци; на передней стороне обложки была помещена фотография двигателя мотоцикла Harley-Davidson, сделанная Линдой Маккартни; на задней стороне обложки азбукой Брайля было вытиснено послание «We love ya baby» (с англ. — «Мы любим тебя, детка»), предназначенное другу семьи Маккартни, слепому композитору и музыканту Стиви Уандеру. Маккартни также решил переименовать группу из просто Wings в Paul McCartney & Wings, поскольку чувствовал, что не очень хорошие продажи предыдущего альбома Wild Life объяснялись и тем, что покупатели видели на обложке только название неизвестной им группы, не догадываясь, что это группа Пола Маккартни.
В марте 1973 года был выпущен предваряющий выпуск альбома сингл «My Love»; сингл попал в британский чарт UK Top 10 hit, а в США стал вторым синглом Маккартни, достигшим в чарте синглов 1-го места. Сингл подогрел ожидания альбома публикой; альбом после выпуска в конце апреля и начале мая 1973 года взлетел на 5-ю позицию в чарте альбомов Великобритании и на 1-е место в США. «Live and Let Die», заглавная песня для одноимённого фильма о супер-агенте Джеймсе Бонде, была записана во время записи материала к этому альбому, но была издана отдельно, в альбоме с саундтреком к фильму.
Версия альбома на CD первоначально включала три бонус-трека: «I Lie Around», «Country Dreamer» и «The Mess». В 1993 году Red Rose Speedway был ремастирован и переиздан на CD как часть серии The Paul McCartney Collection; в это издание были добавлены как бонус-треки песни «C Moon», «Hi, Hi, Hi», «The Mess» (вышедшая на стороне «Б» сингла «My Love»), «I Lie Around» (вышедшая на стороне «Б» сингла «Live and Let Die»). Песня «Country Dreamer» была позднее добавлена в переиздание альбома Band on the Run, вышедшее в 1993 году.
В декабре 2018 года альбом (вместе с Wild Life) был переиздан как часть серии Paul McCartney Archive Collection; включает восстановленный оригинальный двойной альбом, синглы «Mary Had a Little Lamb», «Hi, Hi, Hi» и «Live and Let Die» с би-сайдами, ранние и черновые миксы, а также ранее неизданные студийные и концертные записи. Ранее, «Country Dreamer» и «Little Woman Love» были включены в альбоме Ram и Band on the Run в серии Paul McCartney Archive Collection.

## Список композиций
Все песни написаны Полом и Линдой Маккартни.
| №  | Название                 | Длительность |
| -- | ------------------------ | ------------ |
| 1. | «Big Barn Bed»           | 3:48         |
| 2. | «My Love»                | 4:07         |
| 3. | «Get on the Right Thing» | 4:17         |
| 4. | «One More Kiss»          | 2:28         |
| 5. | «Little Lamb Dragonfly»  | 6:20         |

| №  | Название                                                      | Длительность |
| -- | ------------------------------------------------------------- | ------------ |
| 6. | «Single Pigeon»                                               | 1:52         |
| 7. | «When the Night»                                              | 3:38         |
| 8. | «Loup (1st Indian on the Moon)»                               | 4:23         |
| 9. | «Medley: Hold Me Tight/Lazy Dynamite/Hands of Love/Power Cut» | 11:14        |

| №   | Название                       | Длительность |
| --- | ------------------------------ | ------------ |
| 10. | «I Lie Around»                 | 5:03         |
| 11. | «Country Dreamer»              | 3:14         |
| 12. | «The Mess» (Live at the Hague) | 4:58         |

| №   | Название                       | Длительность |
| --- | ------------------------------ | ------------ |
| 10. | «C Moon»                       | 4:32         |
| 11. | «Hi, Hi, Hi»                   | 3:07         |
| 12. | «The Mess» (Live at the Hague) | 4:55         |
| 13. | «I Lie Around»                 | 4:59         |

### Переиздание 2018 года
7 декабря 2018 года альбом вышел в серии Paul McCartney Archive Collection, в нескольких изданиях:
- Special Edition — на двух CD-дисках; на первом диске — оригинальный 9-трековый альбом, на втором диске — бонусные треки, включает ранее неизданные записи и неальбомные синглы.
- Deluxe Edition — на трех CD-дисках, на двух DVD-диске и на одном Blu-Ray; на первом диске — оригинальный 9-трековый альбом, на втором — оригинальный «двойной» альбом и на третьем — бонусные треки, включает ранее неизданные записи и неальбомные синглы. DVD включает клипы, ТВ-шоу «James Paul McCartney», живые записи «Live And Let Die» в Ливерпуле и «The Bruce McMouse Show» с 5.1 формата, а также и на Blu-Ray.
- Remastered Vinyl — на двух виниловых LP-дисках; включает версии специального издания, а также ссылку на скачивание материалов.
- Double Album — на двух виниловых LP-дисках; является первоначально задуманной версией альбома, хотя она была, в конечном итоге, упрощена до одной пластинки. Включает восстановленный на основе оригинальных ацетатов и мастер-плёнок, а также ссылку на скачивание материалов.

| Диск 1 — ремастированный альбом Оригинальный 9-трековый альбом. Диск 2 — оригинальный «двойной» альбом 1. «Night Out» — 2:16 2. «Get on the Right Thing» — 4:17 3. «Country Dreamer» — 3:11 4. «Big Barn Bed» — 3:51 5. «My Love» — 4:08 6. «Single Pigeon» — 1:53 7. «When the Night» — 3:39 8. «Seaside Woman» (Линда Маккартни) — 3:57 9. «I Lie Around» — 5:01 10. «The Mess» (Live at the Hague) — 4:34 11. «Best Friend» (Live in Antwerp) — 3:59 12. «Loup» (1st Indian on the Moon) — 4:24 13. «Hold Me Tight/Lazy Dynamite/Hands of Love/Power Cut» — 11:20 14. «Mama’s Little Girl» — 3:46 15. «I Would Only Smile» (Денни Лэйн) — 3:23 16. «One More Kiss» — 2:30 17. «Tragedy» — 3:21 18. «Little Lamb Dragonfly» — 6:23 Диск 3 — бонусные треки 1. «Mary Had A Little Lamb» — 3:32 2. «Little Woman Love» — 2:08 3. «Hi, Hi, Hi» — 3:10 4. «C Moon» — 4:36 5. «Live and Let Die» — 3:14 6. «Get on the Right Thing» (Early Mix) — 4:43 7. «Little Lamb Dragonfly» (Early Mix) — 6:10 8. «Little Woman Love» (Early Mix) — 2:10 9. «1882» (Home Recording) — 3:28 10. «Big Barn Bed» (Rough Mix) — 3:49 11. «The Mess» — 4:55 12. «Thank You Darling» — 3:20 13. «Mary Had a Little Lamb» (Rough Mix) — 5:24 14. «1882» [Live in Berlin] — 6:32 15. «1882» — 6:52 16. «Jazz Street» — 5:10 17. «Live and Let Die» (Group Only, Take 10) — 3:34 | DVD 1 — бонусные видео 1. «Music Videos» 2. «James Paul McCartney TV Special» 3. «Live and Let Die» (Live in Liverpool) 4. «Newcastle Interview» DVD 2 — бонусный фильм 1. «The Bruce McMouse Show» Blu-Ray — бонусный фильм 1. «The Bruce McMouse Show» Бонусные треки Special Edition CD и LP 1. «Mary Had a Little Lamb» 2. «Little Woman Love» 3. «Hi, Hi, Hi» 4. «C Moon» 5. «The Mess» (Live at the Hague) 6. «Live and Let Die» 7. «I Lie Around» 8. «Night Out» 9. «Country Dreamer» 10. «Seaside Woman» (Линда Маккартни) 11. «Best Friend» (Live in Antwerp) 12. «Mama’s Little Girl» 13. «I Would Only Smile» (Денни Лэйн) 14. «Tragedy» 15. «Thank You Darling» 16. «1882» (Live in Berlin) 17. «Jazz Street» 18. «Live and Let Die» (Group Only, Take 10) - Треки 8—14 только на CD. Цифровые бонусные треки Доступно только на сайте paulmccartney.com. 1. «Hands of Love» (Take 2) |

## Первоначально планировавшееся на LP-издание
Первоначально планировалось издать альбом как двойной. Ниже приводится список композиций с пробного ацетатного диска одной из ранних версий альбома, датируемой 13 декабря 1972 года. Большинство треков, не вошедших в альбом, были изданы позднее как стороны «Б» синглов, но некоторые так и остались официально неизданными.

### Сторона 1
1. «Big Barn Bed»
2. «My Love»
3. «When the Night»
4. «Single Pigeon»

### Сторона 2
1. «Tragedy»
2. «Mama’s Little Girl»
3. «Loup (1st Indian on the Moon)»
4. «I Would Only Smile»

### Сторона 3
1. «Country Dreamer»
2. «Night Out»
3. «One More Kiss»
4. «Jazz Street»

### Сторона 4
1. «I Lie Around»
2. «Little Lamb Dragonfly»
3. «Get on the Right Thing»
4. «1882» (live)
5. «The Mess I’m In» (live)

### Другие записанные, но не вошедшие в альбом композиции
Другие песни, записанные в этот период, но не вошедшие в финальную версию альбома:
- «Thank You Darling» — дуэт Пола и Линды Маккартни. Эта песня до сих пор официально не издана.
- «Seaside Woman» — песня с ведущим вокалом Линды Маккартни. Песня была позднее издана как сингл под псевдонимом Suzy and the Red Stripes в 1977 году при издании посмертного сборника Линды Wide Prairie[англ.]. Название этой песни указано на внутренней обложке LP-издания альбома Red Rose Speedway.
- «Soily[англ.]» — концертное исполнение песни; было смикшировано, но не вошло в альбом. Маккартни предпринимал другие попытки записать песню в студии, включая версию для неизданного фильма Маккартни с «концертом в студии» One Hand Clapping, записанную 15 августа 1974 года. Эта песня была наконец издана в виде концертного исполнения её на записанном во время концертов Wings альбома 1976 года Wings over America.
- «Henry’s Blues» — песня, на которой звучит ведущий вокал и слайд-гитара гитариста Wings Генри МакКаллоха[англ.]. Запись с концерта была сделана во время тура Wings по Европе в начале 1970-х. Никогда не была официально издана.
- «Best Friend» — запись с концерта; была смикширована, так же как и студийная версия, но до сих пор официально не издана.
- «1882» — песня была впервые записана в 1970 году как демозапись во время работы над альбомом McCartney. На концертную запись песни, сделанную на том же концерте, когда была записана «The Mess», были сделаны наложения в студии. До сих пор официально не издана.
- «I Would Only Smile» — песня с ведущим вокалом Денни Лэйна. Позднее была издана в сольном альбом Лэйна Japanese Tears[англ.].

## Участники записи

### Wings
- Пол Маккартни — вокал, фортепиано, бас-гитара, гитара, меллотрон, электропиано, челеста, синтезатор Муга
- Линда Маккартни — вокал, электропиано, орган, клавесин, перкуссия
- Денни Лэйн — вокал, гитара, бас-гитара, гармоника
- Генри МакКаллох[англ.] — гитара, бэк-вокал, перкуссия
- Дэнни Сейвелл[англ.] — ударные, бэк-вокал, перкуссия, бас-гитара (в песне «Single Pigeon»)

### Дополнительный персонал
- Хью МакКракен[англ.] — электрогитара
- Дэвид Спиноза[англ.] — электрогитара

### Технический персонал
- Алан Парсонс — инженер звукозаписи

## Позиции в хит-парадах и коммерческие показатели
| Год  | Хит-парад                           | Высшая позиция | Пребывание |
| ---- | ----------------------------------- | -------------- | ---------- |
| 1973 | Австралия (Kent Music Report)       | 3              | нет данных |
| 1973 | Бельгия/Валлония (Télémoustique)    | 3              | нет данных |
| 1973 | Великобритания (UK Albums Chart)    | 5              | 16 недель  |
| 1973 | Дания (I.F.P.I.)                    | 4              | нет данных |
| 1973 | Испания (PROMUSICAE)                | 1              | нет данных |
| 1973 | Италия (Musica e dischi)            | 2              | 19 недель  |
| 1973 | Канада (RPM Albums Chart)           | 2              | 27 недель  |
| 1973 | Нидерланды (Hilversum 3 LP Top 10)  | 6              | 6 недель   |
| 1973 | Норвегия (VG-lista)                 | 4              | 16 недель  |
| 1973 | США (Billboard Top LPs & Tape)      | 1              | 31 недели  |
| 1973 | Финляндия (Suomen virallinen lista) | 25             | 3 недели   |
| 1973 | Франция (SNEP)                      | 9              | 20 недель  |
| 1973 | Швеция (Sveriges Radio)             | 5              | нет данных |
| 1973 | Япония (Oricon)                     | 13             | 18 недель  |

| Год  | Хит-парад                              | Высшая позиция | Пребывание |
| ---- | -------------------------------------- | -------------- | ---------- |
| 2018 | Бельгия/Фландрия (Ultratop)            | 94             | 2 недели   |
| 2018 | Великобритания (Albums Sales Chart)    | 61             | 1 неделя   |
| 2018 | Великобритания (Physical Albums Chart) | 61             | 1 неделя   |
| 2018 | Великобритания (Record Store Chart)    | 28             | 1 неделя   |
| 2018 | Великобритания (UK Albums Chart)       | 82             | 1 неделя   |
| 2018 | Великобритания (Vinyl Albums Chart)    | 27             | 1 неделя   |
| 2018 | Германия (Offizielle Top 100)          | 56             | 1 неделя   |
| 2018 | Испания (PROMUSICAE)                   | 78             | 1 неделя   |
| 2018 | Нидерланды (Album Top 100)             | 58             | 1 неделя   |
| 2018 | США (Billboard 200)                    | 149            | 1 неделя   |
| 2018 | США (Billboard Top Rock Albums)        | 25             | 1 неделя   |
| 2018 | Швейцария (Schweizer Hitparade)        | 89             | 1 неделя   |
| 2018 | Шотландия (Scottish Albums Chart)      | 60             | 1 неделя   |
|      |                                        |                |            |
| 2023 | Великобритания (Albums Sales Chart)    | 37             | 1 неделя   |
| 2023 | Великобритания (Physical Albums Chart) | 35             | 1 неделя   |
| 2023 | Великобритания (Record Store Chart)    | 33             | 2 недели   |
| 2023 | Великобритания (Vinyl Albums Chart)    | 28             | 1 неделя   |
| 2023 | Шотландия (Scottish Albums Chart)      | 41             | 1 неделя   |

| Хит-парад (1973)                   | Позиция |
| ---------------------------------- | ------- |
| Австралия (Kent Music Report)      | 2       |
| Италия (FIMI)                      | 28      |
| Нидерланды (Buma/Stemra)           | 42      |
| США (Billboard Top Popular Albums) | 33      |
| ФРГ (Offizielle Top 100)           | 35      |
| Франция (IFOP)                     | 44      |

| Регион                                                      | Сертификация | Продажи  |
| ----------------------------------------------------------- | ------------ | -------- |
| Австралия (ARIA)                                            | Золотой      | 35 000^  |
| Великобритания (BPI)                                        | Золотой      | 100 000^ |
| Канада (Music Canada)                                       | Платиновый   | 100 000^ |
| США (RIAA)                                                  | Золотой      | 500 000^ |
| ^ Данные о тиражах приведены только на основе сертификации. |              |          |